# Agnostic Front
Agnostic Front er et amerikansk hardcore punk-band fra New York City. Det blev grundlagt i 1980 og betragtes som en vigtig indflydelse på New York hardcore-scenen, og som en af pionererne indenfor musikgenren crossover thrash.

## Medlemmer
| Pr. 2020 - Vinnie Stigma – rytmeguitar (1980–) - Roger Miret – vokal (1982–) - Mike Gallo – bas, baggrundsvokal (2000–) - Pokey Mo – trommer (2009–) - Craig Silverman – leadguitar, baggrundsvokal (2014–) | Tidligere - Rob Krekus – trommer (1980–1981) - John Watson – leadvokal (1980–1982) - Diego – bas (1980–1982) - Raymond "Raybeez" Barbieri – trommer (1981–1983) - Adam Mucci – bas (1982–1983) - Dave Jones – trommer (1983–1985) - Rob Kabula – trommer (1983–1987, 1997–2000) - Todd Youth – leadguitar (1983, død 2018) - Alex Kinon – leadguitar (1985–1986) - Gordon Ancis – leadguitar (1986–1987) - Joe "Fish" Montanaro – trommer (1986–1987) - Louie Beato – trommer (1986) - Alan Peters – bas (1987–1990) - Steve Martin – leadguitar (1987–1990) - Will Shepler – trommer (1987–1993) - Craig Setari – bas (1990–1993) - Matt Henderson – leadguitar, baggrundsvokal (1990–1993) - Jimmy Colletti – trommer (1997–2004) - Steve Gallo – trommer (2004–2009) - Joseph James – leadguitar, baggrundsvokal (2007–2014) |

## Diskografi

### Studiealbum
- 1984: Victim in Pain
- 1986: Cause for Alarm
- 1987: Liberty and Justice For...
- 1992: One Voice
- 1998: Something's Gotta Give
- 1999: Riot, Riot, Upstart
- 2001: Dead Yuppies
- 2004: Another Voice
- 2007: Warriors
- 2011: My Life My Way
- 2015: The American Dream Died
- 2019: Get Loud!

### Livealbum
- 1989: Live at CBGB
- 1993: Last Warning
- 2002: Working Class Heroes (split med Discipline)
- 2006: Live at CBGB - 25 Years of Blood, Honor and Truth

### Opsamlingsalbum
- 1992: To Be Continued: The Best of Agnostic Front
- 1995: Raw Unleashed
- 2012: Respect Your Roots Worldwide

### Ep'er
- 1983: United Blood
- 1998: Puro des Madre (en español)
- 1999: Unity (split med Dropkick Murphys)
- 2007: For My Family
- 2011: That's Life

### Dvd'er/Vhs'er
- 2006: Live at CBGB
- CBGB: Punk from the Bowery (Opsamling)
- LIVE in N.Y.C. '91 (split med Sick Of It All & Gorilla Biscuits)